# Scott McCoy
Scott Daniel McCoy (sinh ngày 19 tháng 8 năm 1970) là một chính khách người Mỹ và luật sư từ Florida. Một đảng viên Dân chủ, ông là cựu thành viên của Thượng viện bang Utah, nơi ông đại diện cho quận 2 thượng viện của tiểu bang bao gồm các phần của Thành phố Salt Lake (bản đồ). Ông đã từ chức tại Thượng viện vào tháng 12 năm 2009 để cống hiến hết mình cho sự nghiệp pháp lý của mình.

## Tuổi thơ và sự nghiệp
Ông được đào tạo tại William Jewell College ở Liberty, Missouri (B.A., 1992), Đại học George Washington ở Washington, D.C. (M.A., 1994) và Trường Luật Benjamin N. Cardozo ở Thành phố New York (J.D., 2001). Từ tháng 1 năm 2002 đến tháng 3 năm 2003, ông là thư ký luật cho Tư pháp Leonard H. Russon của Tòa án Tối cao Utah. Scott là cộng sự tại Cleary, Gottlieb, Steen & Hamilton từ tháng 1 năm 2001 đến tháng 12 năm 2001 trước khi chuyển đến Utah để làm thư ký cho Justice Russon.  Sau khi hoàn thành công việc thư ký, ông trở thành thành viên của Utah Bar và bắt đầu hành nghề luật tại Bendinger, Crockett, Petersen, Greenwood và Casey, nơi ông thực hành luật thương mại với trọng tâm là kiện tụng kinh doanh, chống độc quyền và chứng khoán liên bang.  Scott cũng hoạt động trong phong trào quyền LGBT ở Utah.  Ông từng là thành viên của hội đồng quản trị Equality Utah.  Scott cũng từng là thành viên và là chủ tịch của Ủy ban đánh giá dân sự của cảnh sát thành phố Salt Lake. Sau khi rời Utah vào năm 2011, Scott trở lại thành phố New York để hành nghề luật sư tại Cleary Gottlieb một lần nữa từ năm 2011 đến 2014.